# OHSAS 18001
OHSAS sta per "Occupational Health and Safety Assessment Series" ed identifica uno standard internazionale per un sistema di gestione della sicurezza e della salute dei lavoratori.
La norma OHSAS 18001 è stata emanata dal Project Group nel 1999, rivista nel 2007, così da poter disporre di uno standard per il quale potesse essere rilasciata una certificazione di conformità. La certificazione attesta l'applicazione volontaria, all'interno di un'organizzazione, di un sistema che permette di garantire un adeguato controllo riguardo alla sicurezza e la salute dei lavoratori, oltre al rispetto delle norme cogenti.
Nel 2008  è stata pubblicata un'apposita guida a questa norma, la OHSAS 18002: Sistemi di Gestione della Sicurezza e della Salute dei Lavoratori - Linee guida per l'implementazione dello standard OHSAS 18001. Quest'ultima è stata revisionata nel 2008.
Il sistema di gestione regolato dalla norma OHSAS è spesso costruito integrandolo con il sistema di gestione ambientale, ispirato alla norma 14001: la sicurezza e l'ambiente sono infatti strettamente collegati tra loro. Inoltre, solitamente il sistema di gestione della sicurezza sul lavoro (SGSL) è costruito a partire da un sistema ISO 9001, rivolto alla qualità, già esistente. Sebbene la norma sia inglese, essa, di fatto, è divenuta uno standard internazionale utilizzato in tutto il mondo per la certificazione di un SGSL.
Con la pubblicazione di una norma internazionale (ISO 45001 - "Occupational Health and Safety Management Systems – Requirements with guidance for use”) nel marzo del 2018, la OHSAS 18001 è stata ritirata e sostituita dalla ISO 45001 (recepimento della norma ISO 45001 da parte del BSI della norma internazionale ISO 45001).
L'OHSAS 18001, a partire dal 1º ottobre 2021, è stata definitivamente sostituita dalla ISO 45001 e, pertanto, i certificati relativi hanno perso validità.